# ISO/IEC 80000
ISO/IEC 80000 – międzynarodowy standard opisujący i określający nazwy, symbole i definicje jednostek miar. Zastąpił ISO 31 oraz częściowo IEC 60027. 
Norma składa się z części poświęconych symbolom i definicjom w różnych gałęziach wielkości:
- ISO 80000-1: Ogólne
- ISO 80000-2: Matematyka
- ISO 80000-3: Przestrzeń i czas
- ISO 80000-4: Mechanika
- ISO 80000-5: Termodynamika
- IEC 80000-6: Elektromagnetyzm
- ISO 80000-7: Światło i promieniowanie
- ISO 80000-8: Akustyka
- ISO 80000-9: Chemia fizyczna i fizyka molekularna
- ISO 80000-10: Fizyka atomowa i jądrowa
- ISO 80000-11: Liczby charakterystyczne
- ISO 80000-12: Fizyka materii skondensowanej
- IEC 80000-13: Informatyka i technologia
- EC 80000-14:2008: Telebiometria związana z fizjologią człowieka